# Il pulcino smarrito
Il pulcino smarrito (The Lost Chick) è un film del 1935 diretto da Hugh Harman. È un cortometraggio d'animazione della serie Happy Harmonies, distribuito negli Stati Uniti il 9 marzo 1935. Il costo del film, che raggiunse i 20.000 dollari, fece infuriare la Metro-Goldwyn-Mayer.

## Trama
Mentre una gallina sta covando le sue uova, una di esse rotola fuori dal nido arrivando fino a un bosco vicino. Lì viene trovata da due scoiattoli che, credendo si tratti di un'enorme noce, gettano via quelle che avevano raccolto e la portano a casa nonostante lo scetticismo e gli avvertimenti del nonno e degli altri scoiattoli. Poco dopo l'uovo si schiude e ne esce il pulcino Eggbert, con cui i due fanno subito amicizia. Nel frattempo la gallina, alla schiusa delle uova, si accorge dell'assenza di Eggbert e, ritrovatolo a casa degli scoiattoli, lo riporta indietro. Più tardi, Eggbert convince sua madre ad affrontare una tempesta di neve per salvare gli scoiattoli che erano alla ricerca di cibo. Li trova quasi congelati e li porta quindi nella stia, invitandoli a vivere con lei e la sua covata per sempre.